# Rhogepeolus rozenorum
Rhogepeolus rozenorum là một loài Hymenoptera trong họ Apidae. Loài này được Rightmyer mô tả khoa học năm 2003.